# Otto III. (Braunschweig-Lüneburg)

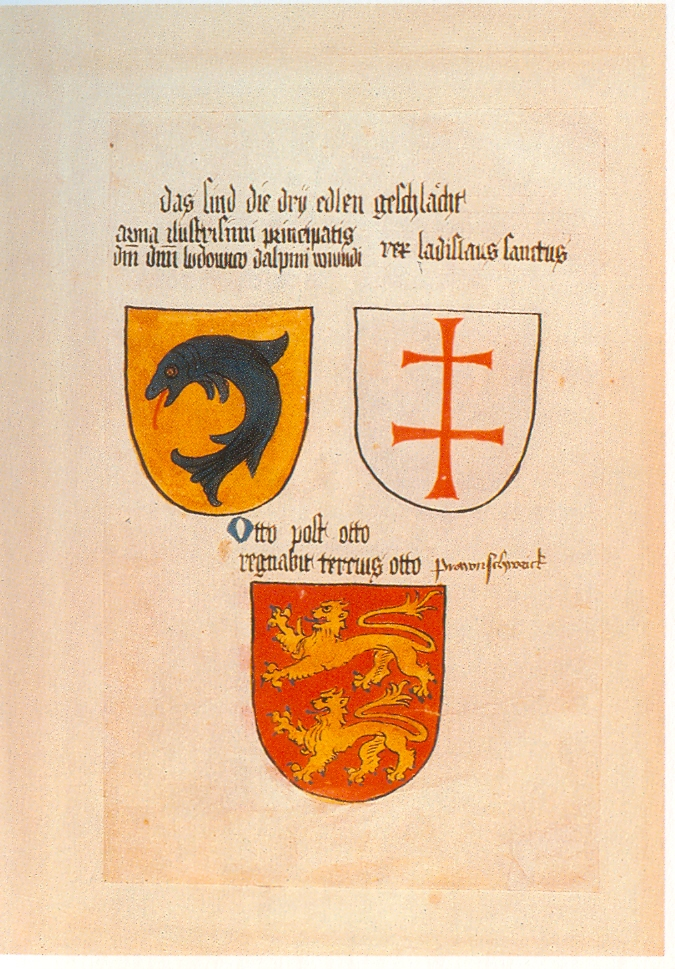
Die braunschweigischen Löwen (Leoparden) als Wappen Ottos III. (unten) im Ingeram-Codex.

Otto III., Herzog zu Braunschweig-Lüneburg (* um 1296; † 19. August 1352) war von 1330 bis 1352 Fürst von Lüneburg.

## Leben
Otto wurde 1296 als zweitältester Sohn von Otto dem Strengen und seiner Gemahlin Mathilde von Bayern, Tochter von Ludwig dem Strengen geboren und wurde bereits 1314 von seinem Vater in die Regierungsgeschäfte eingeführt. 1330 übernahm er gemeinsam mit seinem Bruder Wilhelm die Herrschaft im ungeteilten Land.
Ein Schwerpunkt ihrer Herrschaft in den ersten Jahren war die territoriale Konsolidierung des Fürstentums. So gelang es ihnen durch den Erwerb des Dorfes Fallersleben, des Gerichts Grevenla, der Grafschaft Papenteich, Schwülper und Wettmarshagen, ihren Besitz im Raum Gifhorn deutlich zu erhöhen. Zur Finanzierung ihrer Erwerbspolitik versetzten sie zahlreiche Schlösser an ihre Dienstmannen. Ein weiterer Schwerpunkt war die politische Unterstützung der wirtschaftlich aufstrebenden Städte. Insbesondere der Lüneburger Handel profitierte von der Schiffbarmachung der Ilmenau zwischen Lüneburg und Uelzen sowie von Wirtschaftsverträgen zwischen den Lüneburger Fürsten und den Herzögen von Sachsen-Lauenburg.
1339 schlossen Otto und sein Bruder Wilhelm mit ihrem Bruder Ludwig, dem Bischof von Minden, einen Vertrag, durch den sie in den folgenden Jahren weitgehende Herrschaftsrechte im Mindener Bistum ausüben konnten. Im Gegenzug übernahmen sie die finanzielle Versorgung Ludwigs, der sich aufgrund der desolaten Finanzlage des Bistums nicht aus diesem versorgen konnte. Ludwig verblieb als Folge dieses Vertrages nur die geistige Oberhoheit über das Bistum. 
Otto III. starb am 19. August 1352 ohne Hinterlassung eines Erben, da sein einziger Sohn bereits als Kind in der Ilmenau ertrunken war.

## Nachkommen
Otto hatte aus seiner Ehe mit Mathilde/Mechthild von Mecklenburg (1293–1358), Tochter von Beatrix von Brandenburg und Heinrichs II., folgende Kinder:
1. Mathilde († 7. September 1357) ⚭ Graf Otto II. von Waldeck
2. Otto
3. Elisabeth († 20. Februar 1386)